# Sigave

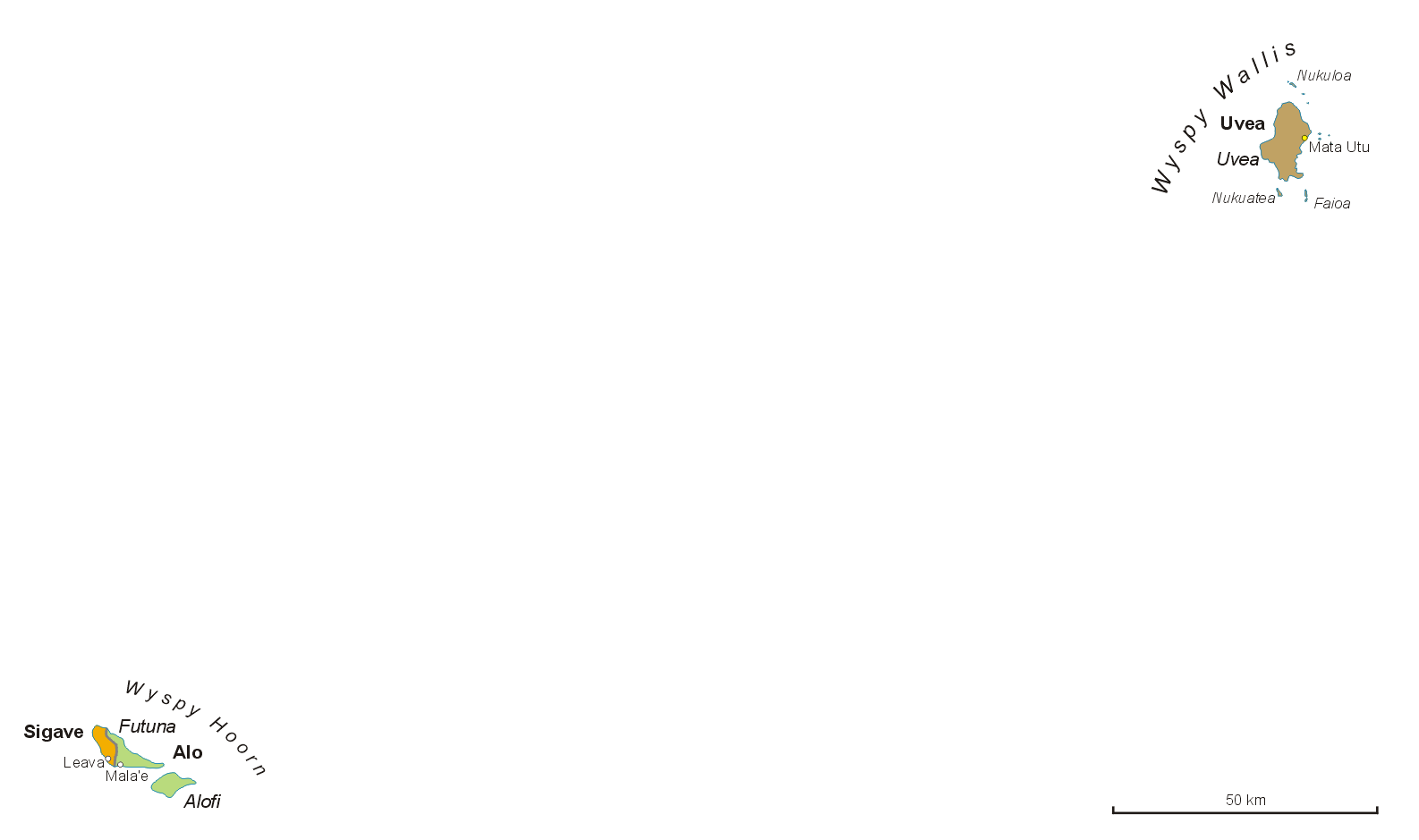
Mapa administracyjna Wallis i Futuny

Sigave (zwane również Singave) – jeden z trzech okręgów administracyjnych (tradycyjnie zwanych „królestwami”) wchodzących w skład francuskiego terytorium zależnego Wallis i Futuna.
Okręg zajmuje zachodnią część wyspy Futuna wchodzącej w skład Wysp Hoorn. Jego powierzchnia wynosi 30 km², a zamieszkany jest przez 1918 osób (2007). Stolicą okręgu jest Leava, w której mieszka 480 osób (2003), a pozostałymi miejscowościami są: Fiua (250 mieszkańców), Nuku (308), Tavai (277), Toloke (551), Vaisei (228).